# Gunnera pittierana
Gunnera pittierana är en gunneraväxtart som beskrevs av Badillo och Steyermark. Gunnera pittierana ingår i släktet gunneror, och familjen gunneraväxter. Inga underarter finns listade.